# Iene miene mutte (hoorspel)
Iene miene mutte is een hoorspel van Terry Harper dat nog op 24 juni 1985 door de Süddeutscher Rundfunk werd uitgezonden onder de titel Kille, Kille, Kille. De TROS zond het reeds uit op zondag 21 mei 1972 (met een herhaling op woensdag 19 september 1973). De vertaling was van Tom van Beek, de regisseur was Harry Bronk. Het hoorspel duurde 58 minuten.

## Rolbezetting
- Eva Janssen (Alison Howard)
- Jan Borkus (Julian)
- Frans Somers (Hastings)
- Willy Ruys (Sir Frazer)
- Donald de Marcas (tv-commentator)
- Tonny Foletta (Devenish)
- Karin van de Winkel (omroepster vliegveld)

## Inhoud
Een huiveringwekkend spel dat ons in de Londense onderwereld achter de coulissen van een Engels gangstersyndicaat wil lokken. Daar gebeuren dingen die het haar ten berge doen rijzen als de boss beveelt een gemene verrader en een slang met dubbele tong naar de hel te sturen. Echt duivels gaat het er daarbij aan toe...